# Покровский храм (Новосветловка)
Свято-Покровский храм — православный храм в посёлке городского типа Новосветловка Краснодонского района Луганской области.

## История
Церковь была построена в 1897—1899 годах на месте первой стоянки черниговских и полтавских переселенцев, возле деревни Политровка (сейчас— в черте Новосветловки) на средства, которые пожертвовали прихожане. Здание храма кирпичное, имеет крестообразную форму: престол — на восток, а дверь — на запад. Освящён в честь Покрова Пресвятой Богородицы. Престольный праздник — 14 октября. Освящена церковь 29 июня 1900 года (по другим сведениям — в 1901 году).
В 1908 году к приходу церкви относились, кроме хутора Политровки, близлежащие хутора: Лысый, Белый, Михайловка, Павловка, Разсыпной, Комиссаровка, Видный, Софиевка. Общее количество дворов прихода составляло 499, а количество прихожан — 3934 человека. В штате церкви были один священник и два псаломщика. Общее количество пахотной и сенокосной земли, принадлежащей церкви, составляло 33 десятины и 600 квадратных сажень.
В 1927 году община перешла в юрисдикцию Украинской соборно-епископской церкви.
8 сентября 1935 года президиум Луганского городского совета принял решение о закрытии церкви. Община была распущена, а здание — изъято.
Богослужения в церкви возобновились после освобождения села от немецко-фашистской оккупации в 1943 году священником Иваном Кряковцевым (1943 — 9.07.1945). 13 октября 1944 года община была зарегистрирована в количестве 705 человек.
Службы в храме проводились вплоть до октября 1959 года.
Во время хрущёвской антирелигиозной кампании, в 1960 году, помещение церкви было переоборудовано под районный дом культуры.
В 1989 году, после открытия нового здания Новосветловского дома культуры, в бывшей церкви разместилось частное предприятие «Электро-Саунд» по производству радиоаппаратуры.

## Восстановление
В мае 1989 года первые прихожане в количестве 26 человек, вместе с настоятелем церкви отцом Николаем Воронко (1990—1996), обратились в исполком Краснодонского районного совета с заявлением о регистрации православной общины в Новосветловке. В августе 1989 году решением Совета по делам религии при Совете Министров СССР было принято постановление о регистрации общины русской православной церкви и об обеспечении этой общины молитвенным помещением.
В 1990 году было принято решение о восстановлении Свято-Покровского храма. Материальную помощь оказывали как прихожане, так и частные предприниматели. В 1993 году был восстановлен купол церкви, началась отделка внутренних помещений. Художник Владимир Ребус вместе с семьей начал реставрацию росписей стен. С 1996 года настоятелем храма является протоиерей Владимир Гвоздецкий.
Иконостас храма насчитывает 20 икон. Кроме настенных росписей в храме имеются также иконы в рамах. Самые крупные из них были подарены храму фондом «Благовест» и представляют собой репродукции икон, выполненных в XVIII веке.
В 2002 году был установлен купол. В 2008 году производилась реконструкция церкви при организаторской и материальной помощи луганского мецената Леонида Павловича Журавлева.
4 ноября 2008 году владыка Иоанникий, высокопреосвященнейший митрополит Луганский и Алчевский, освятил обновлённый храм на праздник Казанской иконы Божьей Матери и провёл праздничное богослужение с крестным ходом. 14 октября 2009 года на Покров Пресвятой Богородицы владыка вторично посетил Свято-Покровский храм и провёл праздничное богослужение.